# Ендрю Томас Млугу
Ендрю Томас Млугу (англ. Andrew Thomas Mlugu; 12 листопада 1995) — танзанійський дзюдоїст, олімпієць.
На літніх Олімпійських іграх 2016 року в Ріо-де-Жанейро (Бразилія) виступав у змаганнях дзюдоїстів у ваговій категорії до 73 кг. У першому ж колі поступився Джейку Бенстеду (Австралія).